# تخم‌مرغ (صندلی)
صندلی مدل تخم‌مرغی (به انگلیسی: Egg model chair).
صندلی مدل تخم‌مرغی (به انگلیسی: Egg Chair) نوعی صندلی با طراحی منحصر‌به‌فرد است که توسط آرنه یاکوبسن (Arne Jacobsen) در سال ۱۹۵۹ میلادی برای هتل رادیسون اس‌ای‌اس در شهر کپنهاگ، پایتخت دانمارک، طراحی شد. این صندلی توسط شرکت دانمارکی جمهوری فریتز هانسن تولید گردید.
صندلی مدل تخم‌مرغی امروزه در برخی از هتل‌ها و کافه‌ها مورد استفاده قرار می‌گیرد و طراحی ارگونومیک و رنگ‌بندی متنوع آن، جلوه‌ای زیباشناسانه به فضاهای داخلی می‌بخشد.

## طرح صندلی نشسته
صندلی تخم‌مرغی، به شکل معمول یاکوبسن و با استفاده از مواد پیشرفته طراحی گردیده‌ است. به دلیل آنکه برخی از ویژگی‌هایش مشابه صندلی مذکور می‌باشد، اعتقاد بر این است که برای طراحی آن از «صندلی زهدان» ارو سارینن الهام گرفته شده‌است. بسیاری دیگر نیز بر این باورند که جاکوبسن در ساخت این صندلی از صندلی رحم (Womb chair) سارینن Saarinen الهام گرفته اما این طراحی تأثیر‌گذار به‌عنوان پیشگام مدرنیسم برای بیش از ۵۰ سال شناخته می‌شود.برخی دیگر از صندلی‌های مشابه با صندلی تخم مرغی عبارتند از صندلی قو و تا حدودی، اکثر صندلی‌های تخته چندلای یاکوبسن مانند «۷»، مورچه، سیگار، صندلی جایزهٔ بزرگ، گلدان، قطره و زرافه.
صندلی مدل تخم‌مرغی، به عنوان نیمکت نیز طراحی شد. در حالی که کاناپهٔ قو هنوز در حال تولید است؛ تنها تعداد انگشت‌شماری از کاناپه‌های تخم‌مرغ ساخته شده‌است. تعدادی از آن‌ها برای هتل رادیسون و چند سال پیش،  برخی به عنوان مبل «نسخهٔ ویژه» ساخته شدند که قیمت آن‌ها بسیار بالا بود. (حدود ۴۰۰٬۰۰۰ کرون دانمارک، معادل تقریباً ۷۵۰۰۰ دلار آمریکا).
دلیل محدودیت تولید کاناپهٔ تخم‌مرغ، علاوه بر درخواست انحصاری بودن؛ دشواری ساخت آن است. همچنین یک نقص طراحی وجود دارد که سطح کاناپه بزرگ بوده و اصلاحا باید با دو پوست بزرگ گاو پوشانده شود؛ زیرا در غیر این صورت یک خط دوخت بسیار بزرگ قابل مشاهده در وسط مبل ایجاد می‌شود. با این حال، می‌توان این مشکل را با ساخت روکش پارچه‌ای به جای چرم حل کرد.

## مکان های استفاده شده
طبق مقاله‌ای در نیویورک تایمز، صندلی تخم‌مرغ نیز توسط مک‌دونالد به‌عنوان بخشی از بازطراحی با مفهوم عالی در یکی از رستوران‌هایش در لندن استفاده شده‌است. علاوه بر این، تخم‌مرغ در رستوران مک‌دونالد در نوربروگده، کپنهاگ، در میان دیگر مبلمان طراحی شده توسط آرنه یاکوبسن قرار دارد، اگرچه برخی از آن‌ها تقلیدی هستند.
این صندلی، به‌عنوان صندلی اتاق خاطرات در اولین مجموعهٔ بریتانیایی «برادر بزرگ» استفاده شد.
همچنین، ترمینال ۲ در فرودگاه بین‌المللی سان‌فرانسیسکو که به‌تازگی بازسازی شده، صندلی تخم‌مرغی را در محوطهٔ سالن پرواز خود نمایش می‌دهد.

## جستجوهای وابسته
- مدرن دانمارکی
- فهرست طراحان مبلمان دانمارکی
- فهرست صندلی‌ها